# Сенна александрийская
Се́нна александри́йская, или Ка́ссия африка́нская, или Кассия остроли́стная, или Еги́петская сенна (лат. Sénna alexandrína) — вид полукустарников рода Сенна (Senna) семейства Бобовые (Fabaceae).
Распространён в пустынях Африки и Азии.
В бывшем СССР выращивался как однолетнее растение в Туркменской ССР.

## Название
В качестве русского названия вида используются разнообразные термины, часть из которых — русские аналоги научных названий, входящих в синонимику этого вида: александрийский лист, кассия узколистная, кассия остролистная, кассия александрийская, александрийская сенна, американская сенна.

## Ботаническое описание

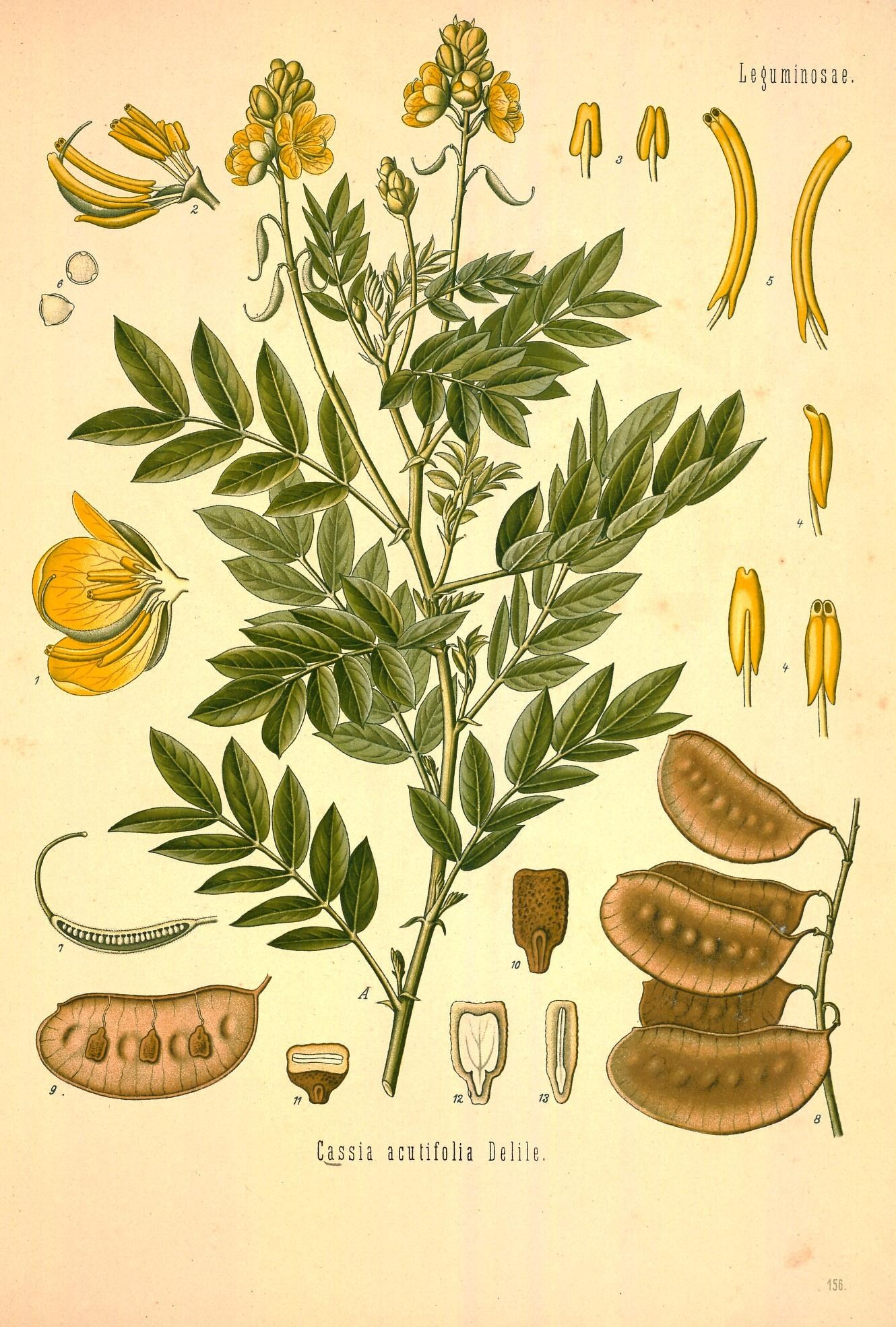

Небольшой полукустарник высотой до 1 м (в культуре до 2 м).
Корень стержневой, маловетвистый, глубоко уходящий в почву.
Стебель прямостоячий, ветвистый, с очередными сложными парноперистыми листьями с 4—8 парами узких, яйцевидно-ланцетных острых листочков.
Цветки слегка неправильные, жёлтые, собраны в пазушные кистевидные соцветия.
Формула цветка: {\displaystyle \uparrow K_{(5)}\;C_{5}\;A_{7,{3^{rudiment}}}\;G_{\underline {1}}}
Плод — плоский многосемянный боб до 5,5 см длины, до 2,5 см ширины, тёмно-коричневого цвета.

## Таксономия
Senna Mill., The Gardeners Dictionary, ed. 4. vol. 3. 1754. The Gardeners Dictionary, ed. 8. vol. 3. 1768.
Синонимы:
- Cassia acutifolia Delile
- Cassia angustifolia Vahl
- Cassia lanceolata Forssk.
- Cassia senna L.
- Senna alexandrina Garsault (1764), nom. inval.
- Senna angustifolia (Vahl) Batka

## Применение
В качестве лекарственного сырья используется лист сенны, или александрийский лист (лат. Folium Sennae) — собранные несколько раз в течение лета отдельные листочки сложного парноперистого листа. Лечебное действие обусловлено алоэ-эмодином, диантронами реина — сеннозидами A и B. Содержащиеся в листьях смолистые вещества при неправильном приготовлении настоев могут вызвать боли в кишечнике.
Для получения экстракта и послабляющего лекарства «кафиол» применяется также плод сенны (лат. Fructus Sennae (Cassiae)) — плоды и створки плодов различной степени зрелости.
Листья и экстракты растения издавна использовались в качестве слабительного, а также при заболеваниях печени и жёлчного пузыря. Однако в настоящее время лекарственные формы сенны постепенно изымают из национальных фармакопей из-за, как утверждается, недостаточно хорошего соотношения эффективности и безопасности препаратов. Длительный приём сенны наносит вред печени и желудочно-кишечной системе, может вызывать кожные заболевания. Также сенна может воздействовать на иммунную систему.